# کامننی مالیکوو
کامننی مالیکوو (به چکی: Kamenný Malíkov) یک منطقهٔ مسکونی در جمهوری چک است که در ناحیه ییندریخوف هرادتس واقع شده‌است. کامننی مالیکوو ۴٫۷۳ کیلومتر مربع مساحت و ۶۵ نفر جمعیت دارد و ۵۲۶ متر بالاتر از سطح دریا واقع شده‌است.